# Hanaa Edwar
Hanaa Edwar (هناء إدور en árabe) (Basora, 1946) es una activista por los derechos de la mujer iraquí. Es la fundadora y secretaria general de la Asociación Iraquí Al-Amal y cofundadora de la Red de Mujeres Iraquíes.

## Biografía
Edwar nació en una familia cristiana en la ciudad de Basora, Irak. Se licenció en Derecho por la Universidad de Bagdad en 1967.
Durante sus cincuenta años como abogada ha dirigido numerosas campañas por la igualdad de género y ha dedicado incontables esfuerzos para impulsar el papel de la mujer en la redacción de la nueva constitución del país en 2005. Junto a sus colegas, consiguió asegurar una cuota mínima de mujeres del 25 por ciento en el parlamento y en los gobiernos locales. También fue miembro del equipo de expertos encargado de redactar una ley que abordara la violencia doméstica en Irak.
En junio de 2011, interrumpió una conferencia de televisión del gobierno para interpelar al primer ministro Nuri al Maliki acerca de la detención, por parte del ejército, de cuatro manifestantes. Tras desafiar públicamente al primer ministro, apareció una bala dentro de un sobre a las puertas de su oficina.

## Carrera
En 1992 fundó la Asociación Al-Amal, dedicada a la construcción de la paz y la promoción de los derechos humanos y el desarrollo sostenible en Irak. Ha creado varias organizaciones destacadas, como el Tribunal de Mujeres Árabes, constituido en Beirut en 1996 con el objetivo de combatir la violencia contra la mujer; la Red de ONG Árabes para el Desarrollo, que apoya, faculta y empodera a las sociedades civiles árabes en su búsqueda de la democracia, los derechos humanos y el desarrollo sostenible; Asuda ("consolar", "reconfortar", en árabe) para la Combatir la Violencia contra las Mujeres, con sede en Solimania desde 2001; y Beit Khanzad, en 2002, un refugio para mujeres y niños con sede en Erbil.

## Premios
La Oficina Internacional de la Paz (IPB) la galardonó con el Premio de la Paz Sean MacBride 2011 por su contribución al avance de la democracia y los derechos humanos, así como por su firme posición contra la violencia y la guerra. En diciembre de 2011, la misión de la Organización de las Naciones Unidas en Irak le otorgó el certificado como Defensora de Derechos Humanos en reconocimiento a su trabajo por la promoción de los derechos humanos en Irak. Ganó el premio Mujer Árabe del Año en 2013.